# Knapek Edina
Knapek Edina (Budapest, 1977. október 5. –) Európa-bajnok magyar tőrvívó olimpikon.

## Sportpályafutása
Az 1994-es kadett világbajnokságon kilencedik helyezést ért el. Az 1995-ös junior világbajnokságon tizedik helyen végzett. Az 1996-os junior Európa-bajnokságon a 16-ig jutott. Az 1997-es junior világbajnokságon 11. volt. Az universiadén a 32 között esett ki. Csapatban (Mincza Ildikó, Madarász Magdolna, Mohamed Aida) aranyérmet szerzett. A felnőtt Európa-bajnokságon ötödik lett. Az 1998-as Európa-bajnokságon a 32 között esett ki és 25. volt. Csapatban (Mincza, Mohamed, Varga Katalin) hatodik helyezést szereztek. A világbajnokságon egyéniben 14., csapatban (Madarász, Mohamed, Varga K.) ötödik helyen végzett. Az 1999-es Európa-bajnokságon egyéniben kiesett a 32 között. Csapatban (Lantos, Varga, Mohamed) bronzérmet szerzett. Az universiadén a 32-ig jutott. Csapatban (Mohamed, Varga K.) negyedik helyen végzett. A világbajnokságon 34.-nek rangsorolták. Csapatban (Mohamed, Lantos Gabriella, Varga K.) hatodik volt. 2000-ben az olimpián 21., csapatban (Mohamed, Lantos) hatodik volt.
2001-ben az Európa-bajnokság egyéni versenyszámában bronzérmet, csapatban (Mohamed, Varga K., Lantos) ezüstérmet nyert. Az universiadén a 32-ig jutott, csapatban negyedik volt. A világbajnokságon az első fordulóban kiesett. Csapatban (Mohamed, Varga K., Lantos) hatodik helyen végzett. A következő évben az Európa-bajnokságon a 16 között esett ki. Csapatban (Mohamed, Varga K., Varga Gabriella) ismét második helyen végzett. A világbajnokságon bronzérmet szerzett. Csapatban (Mohamed,  Varga K., Lantos) negyedik lett. A 2003-as Európa-bajnokságon egyéniben hetedik, csapatban (Varga G., Mohamed, Jeszenszky Szilvia) negyedik volt. A világbajnokságon a 32 között sérülés miatt feladta a mérkőzését. Emiatt a hetedik helyezett csapat mérkőzésein sem tudott szerepelni. A 2004-es csapat világbajnokságon (Mohamed, Varga G., Varga K.) negyedik volt. Az Európa-bajnokságon egyéniben 27., csapatban nyolcadik (Jeszenszky Szilvia, Berta Adrienn, Deli Dóra) helyezést szerzett. 
2005-ben a BEK-ben második helyen végzett a Honvéddal. Az Európa-bajnokságon egyéniben ötödik, csapatban (Mohamed, Varga G., Varga K.) nyolcadik volt.  A világbajnokságon egyéniben bronzérmes, csapatban (Mohamed, Varga G., Varga K.) negyedik lett. 2006-tól a szakosztály-igazgató lett a Honvéd vívóinál. A BEK-ben ismét második lett a csapatával. Az Európa-bajnokságban 28., csapatban (Mohamed, Varga G., Ujlaky Virgine) helyezést ért el. A világbajnokságon egyéniben 11., csapatban (Mohamed, Varga G., Ujlaky) nyolcadik lett. 2007-ben BEK-győztes lett. Az Európa-bajnokságon 31. helyen végzett. Csapatban (Mohamed, Varga G., Ujlaky) a dobogó legmagasabb fokára állhatott. A világbajnokságon egyéniben hetedik, csapatban (Mohamed, Varga G., Ujlaky) negyedik volt. 2008-ban második volt a BEK-ben. Az Európa-bajnokságon kilencedik helyen végzett. Csapatban (Mohamed, Varga G., Ujlaky) ezüstérmet szerzett. Az olimpián egyéniben ötödik, csapatban (Mohamed, Varga G., Ujlaky) negyedik helyezést szerzett.
2009-ben szülés után tért vissza. Az Eb-n nem indult. A világbajnokságon a 10. helyen végzett csapatban (Varga G., Kreiss Fanny, Varga K.) szerepelt. 2010-ben az Európa-bajnokságon a 16 között esett ki. Csapatban (Mohamed, Kreiss, Varga G.) hatodik lett. A világbajnokságon az első fordulóban kiesett. Csapatban (Mohamed, Kreiss, Varga G.) kilencedik lett. 2011 márciusában térdműtéten esett át. Az Európa-bajnokságon egyéniben bronzérmes, csapatban (Mohamed, Kreiss, Varga G.) negyedik volt. A világbajnokságon a 47. helyen végzett, csapatban (Mohamed, Kreiss, Varga G.) ötödik lett. A 2012-es Európa-bajnokságon egyéniben 28., csapatban (Mohamed, Kreiss, Varga G.) ötödik volt.
A 2013-as Európa-bajnokságon egyéniben nyolcadik, csapatban (Mohamed, Varga G., Varga K.) harmadik helyezést szerzett. A világbajnokságon 16.-ként végzett. Csapatban (Mohamed, Varga G., Varga K.) tizedik volt. 2014-ben az Eb-n 16. lett. Csapatban (Varga G., Jeszenszky Szilvia, Kreiss) ötödik helyen végzett. A világbajnokságon egyéniben 35., csapatban (Varga G., Kreiss, Jeszenszky) 12. volt. A következő évben 11. volt az Európa-bajnokságon. csapatban (Mohamed, Varga G., Jeszenszky) hetedik helyen zártak. A világbajnokságon nyolcadik helyezést ért el. Csapatban (Mohamed, Varga G., Jeszenszky) negyedik volt. 2016-ban az Európa-bajnokságon egyéniben 16., csapatban negyedik lett.
A 2017-es Európa-bajnokságon egyéniben 17., csapatban negyedik volt.

## Díjai, elismerései
- Az év magyar vívója (2005, 2011)
- Az év vívószakosztály-vezetője (2007)
- Az év BHSE sportolója (2007)
- Magyar Köztársasági Ezüst Érdemkereszt (2008)